# Ekofeminizam
Ekofeminizam obuhvata ideju da su potčinjavanje prirode i potčinjavanje žena blisko povezani. Termin je skovan 1974. godine u radu francuske feministkinje Francoise d’Eaubonne, Feminizam ili smrt.

## Istorijat
Pre nego što je termin ekofeminizam uopšte postojao, američka pomorska biologičarka Rachel Carson napisala je 1962. godine knjigu Tiho proleće, u kojoj je objavila da su pesticidi, poput DDT-a smrtonosni ne samo za insekte već i za druge žive organizme. Ova knjiga je imala jak uticaj i DDT je 1972. u Sjedinjenim Američkim Državama zabranjen za korišćenje u poljoprivredne svrhe. Ipak, proizvedeno je hiljadu novih pesticida, koji posle prskanja odlaze u podzemne vode, što je potencijalno smrtonosno i za same ljude, budući da su mnoge od tih hemikalija kancerogene. Na temu uticaja pesticida snimljen je i francuski dokumentarni film iz 2008. godine, pod nazivom Deca će optužiti nas.

## Poznate ekofeministkinje
Najznačajnijom svetskom ekofeministkinjom smatra se indijska ekofeministkinja Vandana Shiva. Ona smatra da je destruktivno ponašanje po prirodno okruženje rezultat naše nemogućnosti da se prepozna da su ljudska bića neodvojivi deo prirode i da je ne možemo oštećivati bez istovremenog oštećivanja i nas samih. Zato je potrebno transformisati sisteme bazirane na dominaciji ljudi nad prirodom, muškaraca nad ženama, bogatih nad siromašnima, u nove sisteme bazirane na partnerstvu i saradnji.
Vandana Shiva je svoj angažman u ekološkom pokretu započela 1974. godine uključivši se u pokret Čipko, nenasilni odgovor na ogromnu seču šuma koja se dešavala u himalajskom regionu. Čipko na hindu jeziku znači ’’prilepiti se’’, a naziv odražava praksu seoskih žena koje su protestvovale tako što su stavljale svoje ruke oko stabala obeleženog za seču i odbijale da se sklone. Žene su znale da prava vrednost šuma nije u drvnoj građi iz mrtvog drveća, već u čistom vazduhu i svemu što šume pružaju. Seča je vodila ka odronima i poplavama, kao i oskudici u vodi, senu i granama za ogrev. Kako su žene obezbeđivale ove osnovne potrebe, seča drveća je za njih značila duže hodanje i teži teret, pa su zato rekle muškarcima da će one njih naučiti šumarstvu.
Vandana Shiva je doktorirala kvantnu fiziku. Napisala je 20-ak knjiga, među kojima su najznačajnije: Ostati u životu: žene, ekologija i razvoj iz 1988, Ekofeminizam koju su ona i Maria Miles napisale 1993, Ratovi za vodu: privatizacija, zagađivanje i profit iz 2002. Jedna je od najglasnijih u borbi protiv genetski modifikovanog semena. Kaže da poenta kod genetski modifikovanog semena jeste patentiranje, jer tako kompanije imaju autorsko pravo na seme zato što su izmenili jedan deo i mogu to da naplate. U Indiji, muškarci odlaze u kafane i pripite ih saleću trgovci genetski modifikovanim semenom koji im na kredit daju to seme uz obećanje da će imati veće prinose i brže se obogatiti. Oni dolaze kući i ne govore ženama šta su učinili, pa tek nakon samoubistava njihovih muževa žene saznaju da će im banka oduzeti kuću i imanje. Mapa samoubistava u Indiji je identična mestima na kojima se gajio genetski modifikovan pamuk, a čak 17.000 samoubistava desilo se samo od 2002. do 2007. godine. Osim toga, veštački izmenjeni gen nekog semena jednom pušten u prirodni ekosistem može da utiče na milion načina na okolinu, a te efekte niko nije u stanju da sagleda. Zato je pokrenula organizaciju za očuvanje biodiverziteta Navdanya 1987. godine, zahvaljujući kojoj je do sada osnovano stotinak zajedničkih banki semena širom Indije i sačuvano preko 3 000 vrsta pirinča. Na farmi Navdanya osnovala je i Planetarni univerzitet, gde se uči planetarna demokratija koja podrazumeva prelazak sa antropocentrizma na ekocentrizam, uživanje u darovima prirode bez eksploatacije i akumulacije, odnosno uživanje u samom životu.
Wangari Muta Maathai je dobila Nobelovu nagradu za mir 2004. godine i tako ujedno postala i prva osoba koja se bavi zaštitom životne sredine i prva žena iz Afrike koja je dobila Nobelovu nagradu. Doktorirala je biologiju. Pokrenula je Pokret zelenog pojasa 1977. godine koji je zbog posledica erozije zemljišta okupio žene iz ruralnih područja Kenije da stvaraju vlastite rasadnike i sade drveće, a zatim se proširio i na druge afričke države, tako da je zasađeno ukupno 30 miliona stabala. Ovaj pokret inspirisao je i Ujedinjene nacije da pokrenu sličnu kampanju u okviru koje je zasađeno 11 milijardi stabala širom sveta. Za Wangari Muta Maathai je Pokret zelenog pojasa bio značajan i zbog toga što je pomogao ženama u Keniji da otkriju da nisu bespomoćne u odnosu na svoje muževe, seoske poglavare i predsednika države.
Petra Kelly zaslužna je za formiranje nemačkih Zelenih 1980. godine, za koje je izjavila da nisu ni levo ni desno nego ispred, a koje je na kraju i napustila, jer iako su osnovani kao neka vrsta anti-partijske partije, pretvorili su se u stranku opsednutu borbom za moć. Pozivala je na zaustavljanje proizvodnje i prodaje oružja. Posebno je upozoravala na nuklearno, biološko i hemijsko oružje. Ono što je ona uvidela jeste da je suština patrijarhata mnogo šira, tako da borba protiv patrijarhata obuhvata pre svega borbu protiv hijerarhije koja vlada u društvu. Ta hijerarhija nije samo zastupljena u porodici, već i u političkim odnosima koji se baziraju na dominaciji. Govorila je da bogate industrijalizovane države treba da prestanu da koriste superiornu ekonomsku moć i da ograniče svoju potrošnju globalnih resursa, jer povećanje izvoza iz zemalja takozvanog Trećeg sveta neće ishraniti gladne Afrikance, pa pravo pitanje nije šta mogu siromašne zemlje da učine da bi se osamostalile, nego šta mogu bogate zemlje da učine da postanu samodovoljne. Govorila je da treba prekinuti imperijalizam smeća, odnosno skladištenje toksičnog i nuklearnog otpada u siromašnim zemljama. Upozoravala je da će nekoliko stotina multinacionalnih korporacija uskoro kontrolisati svet.
Carolyn Merchant je američka filozofičarka i istoričarka koja je 1980. godine napisala knjigu Smrt prirode: žene, ekologija i naučna revolucija. Kaže da je nekada priroda smatrana za majku svih stvari, a da se naučna revolucija potrudila da je isecka na komade kako bi otkrila njene tajne i tako mogla da je kontroliše. Citira da je Frensis Bekon, koga nazivaju ocem moderne nauke, rekao da naučna otkrića imaju moć da osvoje i obuzdaju prirodu. Carolyn Merchant kaže da je na taj način priroda od nečeg što je živo postala nešto inertno i prilagodljivo, što je sve vodilo ka budućoj kapitalističkoj eksploataciji, jer niko ne bi ubijao svoju majku, kopao po njoj vadeći zlato i sakatio njeno telo. A ako priroda nije živa onda se ništa tu ne ubija. Istovremeno, u kombinaciji sa razvojem industrijalizacije i usponom kapitalizma, ljudi sve više prelaze u gradove i udaljavaju se od prirode i prizora uticaja industrijskog zagađenja na nju.

## Zakonodavstvo
Ekvador je prvi priznao prava prirode u svom Ustavu, 2008. Bolivija je prva koja je donela Zakon o Majci Zemlji koji će prirodi dati jednaka prava kao i ljudima, 2012.

## Spoljašnje veze
- Kako ekofeminizam deluje